# Siribala
Siribala est une localité et une commune rurale du Mali de l'arrondissement central de Niono, dans le cercle de Niono et la région de Ségou.

## Villages
La commune s'étend sur 18 localités relevées lors du recensement général de 2009. 
Les villages les plus peuplés sont :
- Siribala Coura (15 765 habitants) ;
- Siribala Coro (5 957 habitants) ;
- Hérélakono (2 679 habitants).

La loi 2023-007 attribue à la commune 21 villages, fractions ou quartiers :
- Siribala Coura
- Chobougou
- Siribala Coro
- Laminibougou
- Kala Solibougou
- Dongali
- Séribabougou
- Massala
- Choualani
- Toumakoro
- N'Golofina
- Minimana
- Nadani
- Hérémakono
- Fiébougou
- M'Péwala
- Kanabougou
- Boh
- Ballabougou
- Kanto Wéré
- Madinatou Teiba